# Enfermería de salud mental
La enfermería de salud mental o enfermería psiquiátrica es la especialidad de la enfermería que se encarga del cuidado de personas de todas las edades con algún trastorno o enfermedad mental, como lo son la esquizofrenia, trastorno bipolar, psicosis, depresión o demencia. Los enfermeros especializados en esta área reciben más información en terapias psicológicas, relación terapéutica y administración de medicación psiquiátrica.

## Historia en España
Es en el primer tercio del siglo XX cuando comenzó a desarrollarse plenamente la enfermería mental. En 1903 se crea el Instituto de Reformas Sociales, que se encargará de diagnosticar los principales problemas de España, entre los que están la mortalidad infantil y la salud mental. En este siglo se mantiene custodiando a los locos en el sistema penitenciario y el sanitario. En 1923 se crea la Escuela Nacional de Puericultura (1923) y la Escuela Nacional de Sanidad (1924), que buscan una solución al problema del cuidado de los enfermos mentales.
La búsqueda de soluciones ante este tipo de enfermos llevó en 1926 a la creación de una Escuela de Psiquiatría. Esta se encargó realizar numerosas investigaciones acerca del enfermo mental, su tratamiento y curación. Al mismo tiempo, la Liga Española de Higiene Mental organizó comités en 1928 con el objetivo de proveer de informes a autoridades locales. En estos informes se encontraba el personal de enfermería y las características que debía tener para ejercer correctamente su labor con este tipo de enfermos. 
En 1931 surgió el Consejo Superior Psiquiátrico que dependía de la Dirección General de Sanidad. Este grupo estudiaba con frecuencia los problemas mentales de la sociedad y dio lugar en este mismo año a la sección de psiquiatría y enfermedades mentales. En 1932, la enfermería de salud mental tuvo un gran avance, se implantó la ley de ordenación y regulación del personal sanitario en establecimientos psiquiátricos. 
Tras la Guerra Civil Española, la enfermería psiquiátrica sufrió un retroceso. No es hasta 1987, cuando se crea el título de «Enfermería de Salud Mental», el cual comienza a impartirse a partir de 1998 en las universidades españolas.